# Berthildis
Berthildis war eine Äbtissin im Kloster Liesborn und Stifterin des Liesborner Evangeliars.

## Leben und Quellenlage
Berthildis wird als drittletzte Äbtissin aufgeführt und amtierte um die Mitte des 11. Jahrhunderts. Sie könnte eine Schwester des Münsteraner Bischofs Hermann I. gewesen sein. Wahrscheinlich war sie auch die erste Äbtissin des Stifts Überwasser in Münster.
Das von ihr gestiftete Liesborner Evangeliar ist eine der ältesten, vollständig erhaltenen Handschriften Westfalens. Durch das von Berthildis verfasste Widmungsgedicht zu Beginn des Evangeliars lässt sich erkennen, dass sie das Evangeliar gestiftet hat. Mit den Worten „Mutter der frommen Dienerinnen“ gibt sie sich als Äbtissin einer geistlichen Frauengemeinschaft zu erkennen. Als Empfänger des Buchs wird der Heilige Simeon genannt. Mit dieser Schenkung verbindet sie zugleich den Wunsch, dass ihrer Person nach ihrem Tod gedacht und für ihre Seelenheil gebetet wird.
Ihr Name kommt im 10. Und 11. Jahrhundert häufiger vor. Ihre Memorie fällt auf den 28. November.